# Anas eatoni
Il codone di Eaton (Anas eatoni (Sharpe, 1875)) è un uccello della famiglia degli Anatidi.

## Descrizione
È un'anatra di medie dimensioni, lunga circa 40-45 centimetri. Assomiglia alla femmina di codone comune (Anas acuta) ma il piumaggio bruno-rossastro è più scuro. Il maschio ha penne centrali della coda prolungate e lo specchio delle penne remiganti posto sulle ali è verde orlato di bianco. La femmina ha invece lo specchio di color marrone orlato bianco.

## Distribuzione e habitat
La specie è diffusa in alcune remote isole dell'Oceano Indiano meridionale.
Vive presso i piccoli laghi d'acqua dolce, così come gli stagni, paludi, corsi d'acqua, d'inverno è più frequente sul litorale dove frequenta lagune litoranee, particolarmente in baie riparate.

## Tassonomia
Anas eatoni si distingue in due sottospecie:
- Anas eatoni eatoni (Sharpe, 1875), endemica delle isole Kerguelen.
- Anas eatoni drygalskyi Reichenow, 1904, endemica delle isole Crozet.

## Biologia

### Alimentazione
Si alimenta di vegetazione, di insetti e di crostacei.

### Riproduzione
Al di fuori della stagione riproduttiva, forma piccoli stormi, occasionalmente in concentrazioni fino a 200 uccelli. La stagione riproduttiva comincia a novembre per concludersi generalmente a gennaio o a febbraio, la femmina depone un minimo di 5 uova.
Le principali minacce individuate dagli studiosi ricercatori sono costituite dai predatori introdotti dall'uomo in queste sperdute isole:  i gatti selvaggi e i ratti possono essere una seria minaccia nell'immediato futuro. Gli uccelli che erano stati reintrodotti sull'Isola Amsterdam probabilmente si sono estinti a causa della predazione dei gatti e dei ratti.
Le stime effettuate nel periodo tra il 1982 e il 1985 indicavano una popolazione che andava dalle 46.800 alle 62.100 coppie nelle Isole Kerguelen, mentre solo 1.800-2.100 individui nelle Isole Crozet, queste stime potrebbero tuttavia essere riviste al giorno d'oggi per difetto e un rapido declino potrebbe già essere in stato avanzato.